# Lesley Paterson
Lesley Paterson (Stirling, 12 ottobre 1980) è una triatleta, sceneggiatrice, produttrice cinematografica e attrice britannica, candidata al Premio Oscar alla migliore sceneggiatura non originale.

## Biografia
Lesley Paterson è nata il 12 ottobre 1980 a Stirling, in Scozia. Suo padre, Alistair, era un geometra e sua madre una direttrice d'albergo. All'età di sette anni ha iniziato a giocare a rugby in una squadra maschile dello Stirling County Rugby Football Club. Inoltre, ha anche frequentato alcune lezioni di danza. Successivamente, suo padre ha contribuito a fondare lo Stirling Triathlon Club, e lei ha iniziato a praticare questa disciplina. Ha frequentato l'Università di Loughborough ed ha conseguito un master in teatro all'Università statale di San Diego. Nel 1997, ha vinto il campionato scozzese junior di triathlon, nel 1999, si è classificata quindicesima a quello mondiale. Nel 2000, si è classificata seconda ai campionati mondiali junior di duathlon. Dopo non essersi qualificata per i XVII Giochi del Commonwealth, ha deciso di rinunciare al triathlon e si è trasferita a San Diego. Nel 2007, ha vinto il campionato nazionale scozzese di triathlon. L'anno seguente, ha recitato nel videoclip del brano Alibi di David Gray. Nel 2009, è arrivata seconda al campionato mondiale XTERRA. Nel 2011, si è unita al team Trek/K-Swiss, ottenendo tre vittorie consecutive ai Campionati XTERRA Pacific a Santa Cruz, all'Orange County International Triathlon e all'Ironman 70.3 Mooseman a Newfound Lake. Nello stesso anno, ha vinto il campionato mondiale XTERRA a Kapalua. Nel 2017 è uscito il suo primo libro, scritto assieme al marito Simon Marshall, intitolato The Brave Athlete: Calm the F*ck Down and Rise to the Occasion. Nel 2023, è stata candidata al Premio Oscar alla migliore sceneggiatura non originale per Niente di nuovo sul fronte occidentale, diretto da Edward Berger. Al film, ha lavorato anche come produttrice esecutiva. Paterson ha avuto l'idea di scrivere la sceneggiatura del film dopo aver studiato l'omonimo libro di Erich Maria Remarque a scuola. Nel 2006 Paterson e Ian Stokell hanno acquisito un'opzione sui diritti cinematografici del libro. Nel 2011 ha ingaggiato la regista Mimi Leder per dirigere l'adattamento cinematografico, con le riprese previste per il 2012. La produzione del film si è dovuta fermare anche a causa della diagnosi della malattia di Lyme di Paterson. Durante il corso del Festival di Berlino 2020, Paterson e Stockell sono stati avvicinati dal regista Edward Berger e dal produttore Malte Grunert, i quali erano intenzionati a realizzare il film.

## Filmografia

### Produttrice

#### Cinema
- Something Blue, regia di Sean Dillon e Curtis Krick (2009)
- Niente di nuovo sul fronte occidentale (Im Westen nichts Neues), regia di Edward Berger (2022)

#### Cortometraggi
- The Bike Ride, regia di Ian Stokell (2004)
- The Negotiation, regia di Ian Stokell (2005)

### Sceneggiatrice
- Cosmic Radio, regia di Stephen Savege (2007)
- Niente di nuovo sul fronte occidentale (Im Westen nichts Neues), regia di Edward Berger (2022)

### Attrice

#### Cinema
- The Clique, regia di David Basulto (2006)
- One Night with You, regia di Joe D'Augustine (2006)
- Cosmic Radio, regia di Stephen Savege (2007)
- The Craving, regia di Sean Dillon (2008)

#### Cortometraggi
- Significant Others, regia di Sean Dillon (2005)
- Jane Lloyd, regia di Richard Farmer e Guy Shelmerdine (2005)

## Riconoscimenti
- Premio Oscar
  - 2023 - Candidatura alla migliore sceneggiatura non originale per Niente di nuovo sul fronte occidentale[27]
- Premio BAFTA
  - 2023 - Migliore sceneggiatura non originale per Niente di nuovo sul fronte occidentale[28]